# Arthur Behrsing

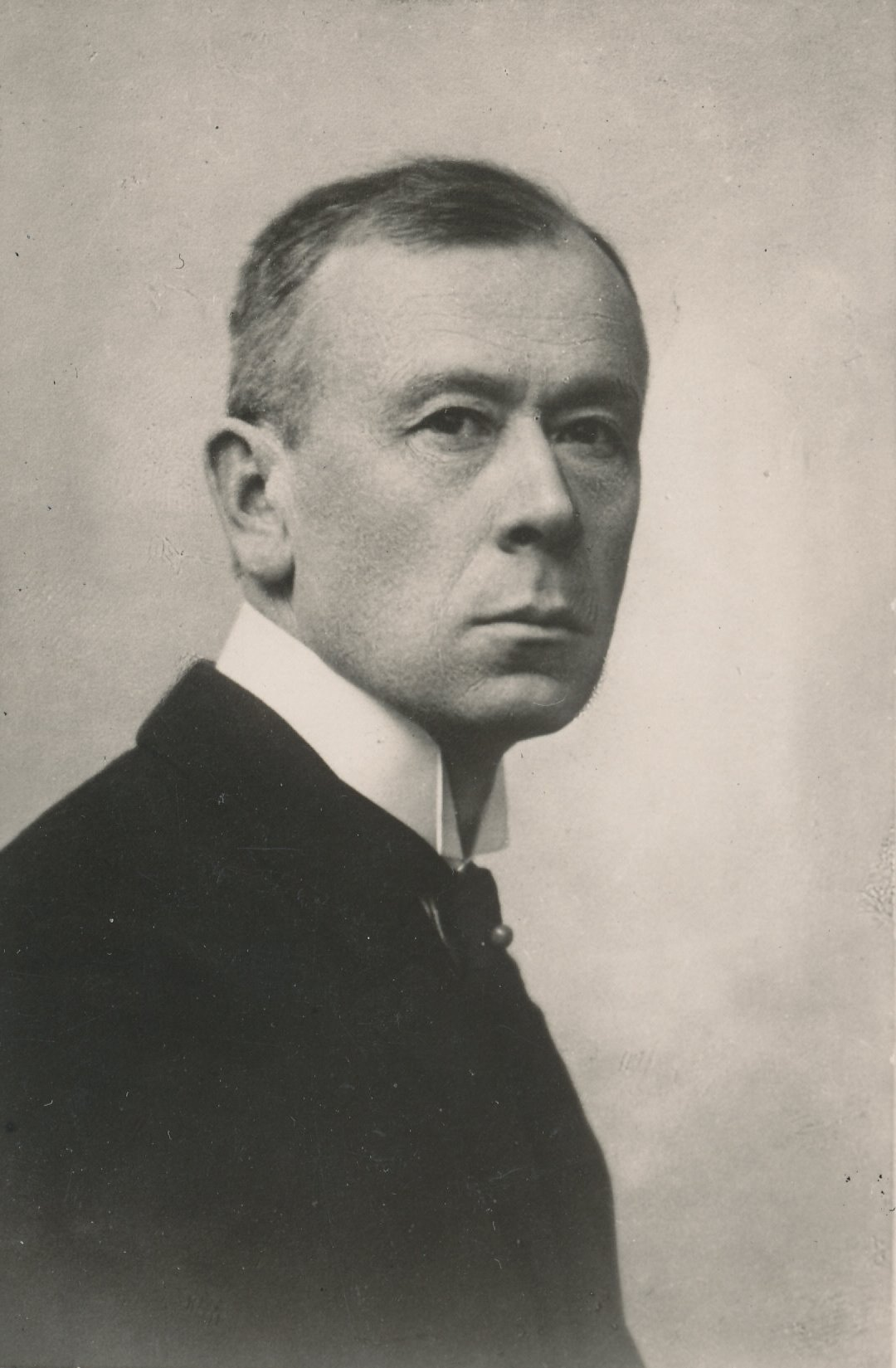
Arthur Behrsing

Arthur Behrsing (auch Arthur Alfred Behrsing, Pseudonym Erich Grote; * 29. Januarjul. / 10. Februar 1873greg. im Kirchspiel Velēna, heutiges Lettland; † 26. Juni 1929 in Köln) war ein deutschbaltischer Übersetzer estnischer Literatur, Literaturwissenschaftler und Autor.

## Leben
Behrsing machte auf dem Gymnasium in Riga sein Abitur und studierte von 1893 bis 1897 an der Kaiserlichen Universität Dorpat Theologie. Danach war er zehn Jahre als Hauslehrer tätig, ab 1907 dann im Schuldienst in Tallinn. Von 1921 bis 1927 war er Direktor des deutschen Privatgymnasiums in Viljandi. Ab 1927 war er am Lehrerseminar in Võru angestellt. Er starb während einer Reise an einem Herzinfarkt. Sein Sohn, der Sinologe Siegfried Behrsing, übersetzte ebenfalls estnische Literatur.

## Werk
Behrsings eigenes literarisches Werk ist bescheiden: Er veröffentlichte unter dem Pseudonym Erich Grote einige Gedichte und 1910 das Schauspiel Der Kriegsgefangene, das im Deutschen Theater in Tallinn aufgeführt wurde.
Wichtiger waren seine Arbeiten zur deutschbaltischen Literatur und Kultur sowie zur estnischen Literatur. Letzterer verhalf er zu einem größeren Bekanntheitsgrad im deutschsprachigen Raum, indem er Artikel über sie für deutsche Zeitungen schrieb, die später auch separat veröffentlicht wurden. Außerdem hat er eine Reihe von estnischen Autorinnen und Autoren ins Deutsche übertragen. Diese Arbeiten sind meist in Anthologien oder Zeitschriften erschienen.
Die einzige Übersetzung von ihm, die als separates Buch erschienen ist, markiert gleichzeitig den Beginn der Verlegung aus dem Estnischen übersetzter Literatur in Deutschland: 1931 wurde beim Propyläen-Verlag August Gailits Roman Toomas Nipernaadi publiziert. Allerdings erschien die Übersetzung nicht unter seinem Namen, sondern dem des Vermittlers I.M. Trotzki.

## Bibliografie
- [als Erich Grote] Der Kriegsgefangene. Spiel in 3 Akten aus Revals Vergangenheit. Reval: s.n. 1910. 32 S.
- Baltische Künstler in München: Rolf von Hoerschelmann; Otto von Kursell. München: s.n. 1913. 24 S.
- Zwei Meister der Heimaterzählung: 1. Theodor Hermann Pantenius; 2. Eduard von Keyserling. Reval: s.n. 1914. 18 S.
- Ein Gang durch den estnischen Zeitschriftenwald. Reval: Revaler Bote [1924]. 38 S.
- Streifzüge durch die neueste estnische Dichtung. Reval: Revaler Bote [1924]. 46 S.
- O. Luts: Kewade (Frühling), in: Estländisch-deutscher Kalender 1925, S. 160–169.
- Grundriss einer Geschichte der baltischen Dichtung. Herausgegeben von Arthur Behrsing; unter Mitarbeit von André Favre, Otto Greifenhagen und Arthur Knüpffer. Leipzig: Institut für Auslandskunde, Grenz- und Auslanddeutschtum 1928. IV, 132 S.
- Die estnische Übersetzungsliteratur. Reval: W. Kentmann u. Ko [1928]. 12 S.